# Solanum stelligerum
Solanum stelligerum är en potatisväxtart som beskrevs av James Edward Smith. Solanum stelligerum ingår i släktet skattor som ingår i familjen potatisväxter. Inga underarter finns listade i Catalogue of Life.